# Naklo
Naklo (IPA: [ˈnaːklɔ], in tedesco Naklas) è un comune (občina) della Slovenia. Ha una popolazione di 5 422 abitanti ed un'area di 28,3 km². Appartiene alla regione statistica dell'Alta Carniola.

## Geografia antropica

### Suddivisioni amministrative
Il comune è formato da 12 insediamenti (naselja):
- Bistrica
- Cegelnica
- Gobovce
- Malo Naklo
- Okroglo
- Podbrezje
- Polica
- Spodnje Duplje
- Strahinj
- Zadraga
- Zgornje Duplje
- Žeje

## Amministrazione
| Periodo | Periodo   | Primo cittadino   | Partito | Carica  | Note |
| ------- | --------- | ----------------- | ------- | ------- | ---- |
| 1994    | 1998      | Ivan Janez Štular | LDS     | sindaco |      |
| 1998    | 2002      | Janez Štular      |         | sindaco |      |
| 2002    | 2006      | Janez Štular      |         | sindaco |      |
| 2006    | 2010      | Janez Štular      |         | sindaco |      |
| 2010    | 2014      | Marko Mravlja     |         | sindaco |      |
| 2018    | 2022      | Ivan Meglič       |         | sindaco |      |
| 2022    | in carica | Ivan Meglič       |         | sindaco |      |